# Косъм линия
Косъм линията е вид измервателен калибър в металообработката, изработен от закалена стомана. Той служи за проверка на повърхности за равнинност (плоскостност) или праволинейност.
Формата е права линия с определен (дефиниран) измервателен ръб. Измервателният ръб в профил е остър ъгъл с връх шлайфан от двете страни. След шлайфането повърхностите на косъм линията се лепинговат и матират, за да се избегне отражението на светлината. За запазването на точността на формата на косъм линията от повреда при некоректно използване и лоши условия на работа се прави малък радиус на ръба.
Проверката за равнинността на проверяваната повърхност се извършва чрез метода на светлинния процеп. При това измервателния ръб се поставя върху измерваната повърхност и се наблюдава светлия процеп, който се появява между линията и детайла. При добро осветление може да се различи отклонение от равнинността от порядъка на 0,002 милиметра (2 микрона). За да се получи точно измерване е необходимо да се изчисти добре повърхността за измерване и ръба на косъм линията преди измерването от попадане на частици, които да предизвикат грешка.